# Mangrove Mountain
Mangrove Mountain är en del av en befolkad plats i Australien. Den ligger i kommunen Gosford Shire och delstaten New South Wales, i den sydöstra delen av landet, omkring 62 kilometer norr om delstatshuvudstaden Sydney.
Närmaste större samhälle är Narara, omkring 18 kilometer sydost om Mangrove Mountain.
I omgivningarna runt Mangrove Mountain växer i huvudsak städsegrön lövskog. Runt Mangrove Mountain är det ganska tätbefolkat, med 166 invånare per kvadratkilometer. Genomsnittlig årsnederbörd är 1 286 millimeter. Den regnigaste månaden är februari, med i genomsnitt 201 mm nederbörd, och den torraste är juli, med 36 mm nederbörd.